# العلاقات البرازيلية الكيريباتية
العلاقات البرازيلية الكيريباتية هي العلاقات الثنائية التي تجمع بين البرازيل وكيريباتي.

## مقارنة بين البلدين
هذه مقارنة عامة ومرجعية للدولتين:
| وجه المقارنة                                              | البرازيل | كيريباتي                        |
| --------------------------------------------------------- | --- | ------------------------------- |
| المساحة (كم2)                                             | 8.52 مليون | 811                             |
| عدد السكان (نسمة)                                         | 202.66 مليون | 116.40 ألف                      |
| الكثافة السكانية (ن./كم²)                                 | 23.79 | 14.35 ألف                       |
| العاصمة                                                   | برازيليا، ريو دي جانيرو | جنوب تاراوا                     |
| اللغة الرسمية                                             | برتغالية برازيلية، Brazilian Sign Language ‏ | لغة إنجليزية، اللغة الكيريباتية |
| العملة                                                    | ريال برازيلي، كروزيرو ريال برازيلي ‏، كروزيرو البرازيلية (1990–1993)، البرازيلي كروزادو نوفو، كروزادو برازيلي، cruzeiro ‏، كروزيرو البرازيلية (1942–1967)، الريال البرازيلي (قديم) | دولار كريباتي، دولار أسترالي    |
| الناتج المحلي الإجمالي (بليون دولار)                      | 2.06 تريليون | 196.15 مليون                    |
| الناتج المحلي الإجمالي (تعادل القوة الشرائية) بليون دولار | 3.22 تريليون | 224.26 مليون                    |
| الناتج المحلي الإجمالي الاسمي للفرد دولار أمريكي          | 8.54 ألف | 1.42 ألف                        |
| الناتج المحلي الإجمالي للفرد دولار أمريكي                 | 15.89 ألف | 1.81 ألف                        |
| مؤشر التنمية البشرية                                      | 0.754 | 0.590                           |
| رمز المكالمات الدولي                                      | +55 | +686                            |
| رمز الإنترنت                                              | .br | .ki                             |
| المنطقة الزمنية                                           | |                                 |

## منظمات دولية مشتركة
يشترك البلدان في عضوية مجموعة من المنظمات الدولية، منها:
| علم المنظمة | اسم المنظمة                   | تاريخ انضمام البرازيل | تاريخ انضمام كيريباتي |
| ----------- | ----------------------------- | --------------------- | --------------------- |
|             | الاتحاد البريدي العالمي       | ?                     | ?                     |
|             | يونسكو                        | 4 نوفمبر 1946         | 24 أكتوبر 1989        |
|             | البنك الدولي للإنشاء والتعمير | 14 يناير 1946         | 29 سبتمبر 1986        |
|             | الاتحاد الدولي للاتصالات      | 4 يوليو 1877          | 3 نوفمبر 1986         |
|             | مؤسسة التمويل الدولية         | 31 ديسمبر 1956        | 2 أكتوبر 1986         |
|             | الأمم المتحدة                 | 24 أكتوبر 1945        | 14 سبتمبر 1999        |
|             | مؤسسة التنمية الدولية         | 15 مارس 1963          | 2 أكتوبر 1986         |
|             | منظمة حظر الأسلحة الكيميائية  | ?                     | ?                     |

## وصلات خارجية
- موقع وزارة الخارجية البرازيلية